# Флеш Гордон
Флеш Гордон (англ. Flash Gordon) — головний герой коміксів про космічні пригоди, створений і спочатку намальований Алексом Реймондом. Стрічка, вперше опублікована 7 січня 1934 року, була натхненна стрічкою про пригоди «Бака Роджерса» та створена, щоб конкурувати з нею.

## Створення
Комікс «Бак Роджерс» був дуже комерційно успішним, породжуючи новелізації та дитячі іграшки і, щоб конкурувати з ним, King Features Syndicate вирішив створити власний науково-фантастичний комікс. Спочатку King Features намагався придбати права на оповідання Едгара Райса Берроуза про Джона Картера з Марса. Однак синдикат не зміг домовитися з Берроузом. Тоді King Features звернувся до Алекса Реймонда, одного з їхніх штатних художників, щоб створити власну історію.
Одним із джерел Флеша Гордона був роман Філіпа Вайлі «Коли світи зіштовхнуться» (1933). Теми книги про планету, що наближається і загрожує Землі, героя-атлета, його дівчину та вченого, що подорожує на нову планету на ракеті, Реймонд адаптував для початкової сюжетної лінії коміксу. Перші зразки Реймонда були відхилені через недостатню кількість послідовностей дій. Реймонд переробив історію та відправив її назад до синдикату, який її прийняв. Реймонд співпрацював із «літературним рабом» Доном Муром, досвідченим редактором і письменником. Перше оповідання Реймонда про Флеша Гордона з'явилося в січні 1934 року разом із Джунглем Джимом. Сюжет Флеша Гордона була добре сприйнята читачами газет, ставши одним із найпопулярніших американських коміксів 1930-х років.
Як і у випадку з Баком Роджерсом, успіх Флеша Гордона призвів до продажу багатьох ліцензованих продуктів, включаючи спливаючі книжки, книжки-розмальовки, іграшкові космічні кораблі та променеву зброю.

## Персонажі коміксів й історія
Комікс «Флеш Гордон» виходив у вигляді недільної смуги з 1934 по 2003 рік і щоденної смуги з 1940 по 1944 рік і з 1951 по 1992 рік. Передруки недільної смуги були синдиковані King Features Syndicate з 2003 по 2023 рік, коли «Флеша Гордона» було перезапущено з новою щоденною та недільною стрічкою.
Комікс розповідає про пригоди Флеша Гордона, красивого гравця в поло та випускника Єльського університету, та його супутників Дейл Арден та доктора Ганса Заркова. Історія починається з того, що Землі загрожує зіткнення з планетою Монго. Доктор Зарков винаходить ракетний корабель для польоту в космос, намагаючись зупинити катастрофу. Напівбожевільний, він викрадає Флеша та Дейл. Висадившись на планеті та зупинивши зіткнення, вони вступають у конфлікт із Міном Безжальним, злим правителем Монго.
Протягом багатьох років троє мандрівників мандрують по Монго, відвідуючи лісове королівство Арборія, яким править принц Барін, крижане королівство Фрігія, яким править королева Фріа, царство джунглів Тропіка, яким править королева Дезіра, підводне королівство людей-акул, яким править король Кала, та летюче місто людей-яструбів, яким править принц Вултан. У кількох перших пригодах до них приєднується принц Тун з народу Левів. Зрештою, Міна скидають, і Монго править рада вождів на чолі з Баріном.
Флеш та його друзі відвідують Землю, де переживають низку пригод, а потім повертаються на Монго і потрапляють в аварію в королівстві Тропіка, де згодом возз'єднуються з Баріном та іншими. Потім Флеш та його друзі подорожують іншими світами, а потім знову повертаються до Монго, де Барін, одружений на дочці Міна, принцесі Аурі, встановив мирне правління (за винятком частих повстань, очолюваних Міном або одним з його численних нащадків).
У 1950-х роках Флеш став астронавтом, який подорожував на інші планети, крім Монго. Довга історія війни Скорпі переносить Флеша в інші зоряні системи, використовуючи кораблі, які є швидшими за світло.
Окрім Міна та його союзників, Флеш та його друзі також билися з кількома іншими лиходіями, включаючи Азуру, Королеву-відьму; Брукка, вождь велетнів Фрігії; фашистську організацію Червоний меч на Землі; і Бразор, тиранічний узурпатор Тропіки. Після правління Реймонда пізніші автори створили нових ворогів для боротьби з Флешем. Остін Бріггс створив Канга Жорстокого, бездушного сина Міна. Принц Полон, який мав владу зменшувати або збільшувати живі істоти, безсовісна королева Рубія та Пірон, майстер комет, були серед антагоністів, представлених під час бігу Мак-Рабоя. Скорпі, раса інопланетян, що змінюють форму, які бажали завоювати галактику, були лиходіями, які постійно повторювалися як в історіях Мака Ребоя, так і Дена Баррі. Періодично ворогом Флеша в історіях кінця 1970-х років ставав космічний ас скорпі Барон Дак-Тула.

## Міжнародні версії коміксів
King Features продала стрічку «Флеша Гордона» газетам по всьому світу, і до кінця 1930-х років стрічку було опубліковано в 130 газетах, перекладено вісьмома іноземними мовами та її прочитало 50 мільйонів людей. У 1930-х і 1940-х роках кілька британських газет писали про Флеша Гордона, у тому числі шотландська Sunday Mail. У Франції його пригоди були опубліковані в журналі Robinson під назвою «Guy l'Éclair». У французькому перекладі Дейла Ардена звали Камілла. В Австралії, щоб уникнути негативного відтінку слова «Flash», персонаж і стрічка були перейменовані в Спід Гордон (у той час переважним значенням слова «флеш» було «показушний», що означало нечесність).
Проте події 1930-х років вплинули на поширення стрічки. Газетам у нацистській Німеччині було заборонено публікувати стрічку про Флеша Гордона, тоді як у фашистській Італії вона була обмежена двома газетами. У 1938 році іспанський через громадянську війну в Іспанії журнал Aventurero, єдине видання в країні, яке публікує Флеша Гордона, припинив публікацію. Початок Другої світової війни призвів до припинення виробництва Флеша Гордона у багатьох країнах. У Бельгії художника Едгара П'єра Якобса попросили довести нинішню історію Флеша Гордона до задовільного завершення, що він і зробив.
Після закінчення війни стрічка знову набула міжнародної популярності. Флеш Гордон знову з'явився в Італії, Іспанії та Західній Німеччині, а також був представлений на нових ринках, таких як Португалія і Ірландська Республіка.Починаючи з 1950-х років, такі країни, як Іспанія, Італія та Данія, також перевидавали газетні шпальти про Флеш Гордоне у вигляді коміксів або романів у м'якій обкладинці. В Індії комікси про Флеш Гордоне були видані видавництвом Indrajal Comics.

## Пізніші роки
Популярність недільної стрічки Реймонда про Флеша Гордона означала, що також була представлена щоденна стрічка. Ця смуга була намальована Остіном Бріґґсом і тривала з 1941 по 1944 рік. Після того, як 1944 року Реймонд покинув Флеша Гордона, щоб приєднатися до морської піхоти США, щоденний стрип був скасований, і недільну стрічку зайняв Бріґґс. Хоч після закінчення війни Реймонд хотів повернутися до малювання Флеша Гордона, King Features не хотіла усунути Бріґґса з його посади. Щоб примирити Реймонда, King Features дозволив йому створити нову стрічку «Ріп Кірбі». Після того як Бріґґс залишив недільну стрічку в 1948 році, його змінив колишній художник коміксів Мак Рабой, який малював стрічку до своєї смерті в 1967 році. 1951 року King Features створив нову щоденну стрічку Flash Gordon. Цю смужку намалював Ден Беррі. Під час його роботи Баррі допомагали Гарві Курцман і Гаррі Гаррісон, які написали сценарії для стрічки. У Баррі також було кілька художників, які допомагали йому з ілюстраціями про Флеша Гордона, зокрема Френк Фразетта, Ел Вільямсон, Боб Фуджітані, Джек Девіс, Сай Беррі, Фред Кіда та Еміль Гершвін. Коли 1990 року Баррі покинув стрічку, над Флешем Гордоном працювали різні художники та письменники. Щоденна смуга була припинена в 1993 році. Останнім художником, який працював над недільною стрічкою Флеша Гордона, був Джим Кіф. Час від часу Кіфу допомагали на знімках інші художники, зокрема Вільямсон, Джон Роміта-старший і Джо Куберт. King Features припинив випуск газетної стрічки про Флеша Гордона в 2003 році, хоча повтори стрічки Кіфа все ще з'являються в кількох американських газетах.
20 жовтня 2023 року було оголошено, що King Features Syndicate перезапустить Флеша Гордона 22 жовтня під керівництвом карикатуриста Дена Шкейда та виходитиме щодня, а недільна стрічка буде оглядом стрічки тижня.

## Стрічкова бібліографія
- Недільник, Алекс Реймонд, 1934—1943 (з письменником Доном Муром, з 1935 року)
- Щоденник, Остін Бріггс, 1940—1944
- Недільник, Остін Бріггс, 1944—1948
- Недільник, Мак Ребой, 1948—1967
- Щоденник, Ден Баррі, 1951—1990 (разом із письменниками Гарві Курцманом, 1952—1953; і Гаррі Гаррісоном, 1958—1964)
- Недільник, Ден Беррі, 1967—1990
- Недільник та щоденник, Ральф Різ і Брюс Джонс, Грей Морров, 1990—1991
- Недільникта щодня, Томас Варкентін та Андрес Клачік, 1991—1992
- Недільник, Річард Брунінг, Кевін Ван Гук, Томас Варкентін та Андрес Клачік, 1992—1996
- Недільник, Джим Кіф, 1996—2003
- Недільник та щоденник, Ден Шкаде, 2023–тепер

Неофіційно
- L'Avventuroso (Італія) — Гвідо Фантоні, 1938
- Bravo (Бельгія) — Едгар П. Джейкобс, 1941

## Критичний прийом і вплив
«Флеш Гордон» вважається одним із найкраще ілюстрованих і найвпливовіших американських пригодницьких коміксів. Історик мистецтва наукової фантастики Джейн Франк стверджувала, що завдяки його роботі над Флешем Гордоном «Реймонд є одним із найвідоміших художників-фантастів усіх часів, хоча він ніколи не писав ілюстрацій до жодного науково-фантастичного журналу чи книги». Художник коміксів Джеррі Робінсон сказав: «Те, що зробило „Флеша Гордона“ класичним фільмом, так це майстерність Реймонда та багата уява, яку він привніс у свої концепції майбутнього», і описав останні роки перебування Реймонда у серії як «витончений, блискучий відшліфований пензлем». Історик наукової фантастики Джон Клют заявив, що «версія коміксів „Флеш Гордон“ була витонченою, творчою і стрімкою», і включив її до списку найважливіших американських науково-фантастичних коміксів". У статті про Реймонда для The Comics Journal Р. К. Гарві заявив, що «Флеш Гордон» Реймонда продемонстрував «технічну віртуозність, яку на сторінках коміксів можна порівняти лише з Гарольдом Фостером у „Принці Валіанті“». «Енциклопедія наукової фантастики» стверджувала, що «ретельно затінений стиль і екзотичний сюжет» «Флеша Гордона» робить його одним із найвпливовіших коміксів, а його мистецтво підкреслює «романтичне бароко».
Флеш Гордон (разом з Баком Роджерсом) мав великий вплив на пізніші науково-фантастичні комікси, такі як американський «Дон Діксон і прихована імперія» (1935—1941) Карла Пфейфера та Боба Мура. 1938 року в Італії Гвідо Фантоні намалював Флеша Гордона після заборони фашистським режимом. У Бельгії Едгару П. Джейкобсу доручили створити науково-фантастичний комікс у стилі Флеша Гордона. Нова стрічка Джейкобса «Le Rayon U» («Рентгенівські промені») 1943 року почала серійно виходити в Bravo. Ця версія мала текстові поля, які описували дію та діалоги, у стилі багатьох бельгійських коміксів того часу, подібно до версії Гела Фостера про Тарзана та принца Валіанта. 1974 року Джейкобс переформатував «Le Rayon U», щоб включити спливаючі тексти. Ця версія була опублікована в журналі Tintin та у формі книги Дарго — Ле Ломбара. На художній стиль «Флеша Гордона» також спирався Британський комікс «Імперія Тріган» Майка Баттерворта та Дона Лоуренса. У Таїланді Флеш Гордон мав великий вплив на персонажа класичних тайських коміксів Чаочайпхомтонга (เจ้าชายผมทอง) (що означає «золоте волосся принца»), героя з мечем і магією, створеного Джулласаком Аморнвеєм 1958 року.
Флеш Гордон також вплинув на ранніх персонажів коміксів про супергероїв. Джеррі Сігел і Джо Шустер створили форму Супермена з колготок і накидки на костюмах Флеша Гордона. Малюнок Бетмена Бобом Кейном на обкладинці Detective Comics № 27 (перша поява персонажа) був заснований на малюнку Флеша Гордона Алекса Реймонда 1937 року. Денніс Невілл створив костюм героя коміксів Говкмена на основі персонажів людояструбів коміксів Реймонда «Флеш Гордон». У фільмі «Месники: Війна нескінченності» Залізна людина насмішкувато називає Зоряного лицаря Флешем Гордоном через те, що вони схожі на зовнішність і обидва є космічними героями.
На імені Флеша Гордона було засновано прізвисько вченого та олімпійця з легкої атлетики Мередіт С. Гурдін, «Флеш» Гурдін.

## Фільми
Більшість фільмів і телевізійних адаптацій Флеша Гордона переказують ранні пригоди на планеті Монго.

### Кіносеріали
Флеш Гордон знявся в трьох багатосерійних фільмах з Бастером Креббом у головній ролі: «Флеш Гордон» (1936), «Подорож Флеша Гордона на Марс» (1938) і «Флеш Гордон завойовує Всесвіт» (1940). Серіал 1936 року «Флеш Гордон» було зведено до повнометражного фільму під назвою «Флеш Гордон або Ракетний корабель» або «Космічні солдати» або «Флеш Гордон: Космічний корабель у невідоме»; серіал 1938 року в повнометражний фільм під назвою «Флеш Гордон: Смертельний промінь з Марса»; і серіал 1940 року в повнометражний фільм під назвою «Фіолетова смерть з космосу».
Перший серіал Флеша Гордона залишається захищеним авторським правом, але компіляція другого серіалу та сам третій серіал знаходяться у відкритому доступі.

### Фільм «Флеш Гордон»1980
У 1970-х роках кілька відомих режисерів намагалися екранізувати цю історію. Федеріко Фелліні відібрав права на «Флеша Гордона» у Діно Де Лаурентіса, але фільм так і не зняв. У 1970-х роках зняти фільм про Флеша Гордона також намагався Джордж Лукас, але не зміг придбати права у Де Лаурентіса, тому замість цього він вирішив створити «Зоряні війни». Тоді, щоб зняти фільм про Флеша Гордона, Де Лаурентіс найняв Ніколаса Роуга, але був незадоволений його ідеями, і Роуг покинув проект. Де Лаурентіс також обговорював наймання Серджіо Леоне керувати фільмом «Флеш Гордон»; Леоне відмовився, оскільки вважав, що сценарій не відповідає оригінальним коміксам Реймонда. Нарешті зняти фільм «Флеш Гордон» Де Лорентіс найняв Майка Годжеса.
У фільмі «Флеш Гордон» Годжеса 1980 року у головній ролі знялася колишня зірка Playgirl — центральний фото Сем Дж. Джонс. Його сюжет базується на перших кількох роках коміксу, переглядаючи передісторію Флеша, зробивши його замість гравця в поло захисником «Нью-Йорк Джетс». Малюнки Реймонда значною мірою фігурують у вступних титрах, як і фірмова пісня «Flash» рок-гурту Queen, який склав і виконав повну музичну партитуру.
Фільм «Флеш Ґордон», що йшов у хвості фільмів «Зоряні війни», «Супермен» і «Зоряний шлях: Фільм», не мав критичного успіху в прокаті. Мелоді Андерсон зіграла разом з Джонсом роль Дейл Арден, а також Хаїм Тополь в ролі доктора Ганса Заркова, Макс фон Сюдов в ролі Міна, Тімоті Далтон в ролі принца Баріна, Брайан Блессед в ролі принца Вултана, Пітер Вінгард в ролі Клітуса та Орнелли Муті в ролі принцеси Аури. Яскраві кольори та ретро-ефекти фільму, спродюсованого Діно де Лаурентісом, з вишуканими декораціями та костюмами Даніло Донаті, були натхненні безпосередньо коміксами та серіалами 1930-х років.
Виконання Браяном Блесдом ролі лідера людинояструба принца Вултана закріпило актора-ветерана сцени та кіно в колективній свідомості за те, що він вимовив одну фразу – «ГОРДОН ЖИВИЙ?!» – яка понад 30 років потому залишалася найбільш повторюваною, повторно використовуваною та переробленою цитатою як у фільмі, так і в кар'єрі Блесседа.
Культовий статус фільму призвів до того, що він активно фігурував у комедіях «Тед» (2012) і «Тед 2» (2015), викликавши відновлення інтересу до фільму.

### Неофіційні фільми
Робб Пратт, режисер популярного фанатського фільму «Класичний супермен», зняв «Класичний фільм Флеш Гордон», який вийшов у травні 2015 року. У традиційному анімаційному короткометражному фільмі з'являються персонажі Флеш Гордон, подруга Дейл Арден, напарник доктор Ганс Зарков, антагоніст Мін Безжальний і принцеса Аура.

### Можливі майбутні фільми
2010 року Брек Айснер висловив бажання зняти 3D-версію Флеша Гордона. З квітня 2014 року 20th Century Fox працювала над перезавантаженням Флеша Гордона. Сценарій фільму написали Джей Ді Пейн і Патрік Маккей. Переговори щодо режисури фільму вів Меттью Вон. Переписати сценарій фільму найняли Марка Протосевича. Пізніше Джуліус Ейвері підписав контракт із сценаристом і режисером фільму, а Вон як продюсер разом із Джоном Девісом. Анімаційний фільм розроблявся в Disney/Fox за сценарію та режисера Тайки Вайтіті. У серпні 2019 року вважалося, що анімаційний фільм було скасовано, але в липні 2021 року продюсери Джон Девіс і Джон Фокс повідомили, що Вайтіті все ще працює над фільмом, хоча тепер це буде живий екшн, а не анімація.

## Телебачення

### Флеш Гордон(1954–55 живий бойовик)
Головну роль у телевізійному серіалі 1954—1955 років, який складався з 39 епізодів зіграв Стів Голланд. Перші 26 епізодів були зняті в Західному Берліні, Німеччина, менше ніж через десять років після закінчення Другої світової війни. Це примітно, враховуючи, що деякі епізоди показують реальні руйнування в Німеччині через кілька років після війни. Останні 13 епізодів були зняті в Марселі, Франція.
У цьому серіалі Флеш, Дейл (Айрін Чамплін) і доктор Зарков (Джозеф Неш) працювали на Галактичне Бюро Розслідувань у 3203 році. Фактична хронологія була встановлена в одному епізоді «Крайній термін опівдні», в якому Флеш, Дейл і доктор Зарков повернулися в минуле до Берліна в 1953 році. Агенти GBI подорожували на космічних кораблях «Skyflash» і «Skyflash II».
Серіал був синдикований, з'являвся на станціях, пов'язаних із давно неіснуючою мережею <i>DuMont Network</i>, та на багатьох інших незалежних станціях у Сполучених Штатах. У 1957 році його переформатували у фільм.

### МультфільмФлеш Гордон(1979–82)
У 1979 році Filmation випустила мультсеріал, який часто називають «Нові пригоди Флеша Гордона», хоча насправді він називається «Флеш Гордон». Розширена назва була використана, щоб відрізнити її від попередніх версій. Спочатку проект був задуманий як телевізійний фільм, але NBC вирішив перетворити його на анімаційний серіал.

### Флеш Гордон: Найбільша пригода з усіх(1982)
Filmation створив цей успішний анімаційний телевізійний фільм, написаний сценаристом «Зоряного шляху» Семюелем А. Піплзом, перед тим, як вони почали свою суботню ранкову серію, але телефільм фактично вийшов в ефір лише 1982 року. Він був добре сприйнятий критиками і вважається однією з найкращих кіноверсій Флеша Гордона, хоча після прем'єри повторно він ніколи не транслювався.
Цей фільм ще не був комерційно випущений у Сполучених Штатах, хоча деякі джерела вказують на те, що бутлеги поза ефіром поширені. Єдиними відомими комерційними релізами були VAP Video в Японії (каталожні номери 67019-128), у 1983 році, як у форматі лазерних дисків, так і у форматах відеострічок NTSC VHS; і в Болгарії, де він був випущений на VHS «Van Chris» і «Drakar». Наприкінці 1990-х фільм неодноразово транслювався на каналі «Diema». У японському випуску він представлений нерозрізаним з оригінальною звуковою доріжкою англійською мовою з доданими японськими субтитрами для цільової аудиторії. Наприкінці фільму є трейлер бойовика Де Лаурентіса, а також трейлери інших ігор із відеотеки VAP того часу. На обкладинках обох версій представлені панелі коміксів із використанням кадрів із фільму.

### Захисники Землі(1986)
У мультфільмі «Захисники Землі» 1986 року Флеш об'єднався з іншими героями <i>King Features</i> — Фантомом і Магом Мандрайком — у 65 епізодах. У цьому серіалі всі герої були дуже розсудливими, виявивши, що Флеш і Дейл Арден зачали сина Ріка Гордона, який на момент початку серіалу був підлітком. Мін у першому епізоді вирвав розум Дейла з тіла, і він зберігся в кристалі, який Рік може відновити та віддати своєму батькові. Дейл відроджується на Землі як Dynak-X, стратегічний суперкомп'ютер, що базується в штабі Захисників.

### Флеш Гордон(1996)
У 1996 році компанія Hearst Entertainment показала прем'єру мультсеріалу «Флеш Гордон». У цій версії Алекс «Флеш» Гордон і Дейл Арден — підлітки на ховерборді, які потрапили в пастку на Монго після того, як зупинили спробу Міна вторгнутися на Землю.

### Флеш Гордон(живий бойовик, 2007–08)
На початку 2007 року в Канаді було знято серіал, що складається з 22 одногодинних епізодів. Згідно з угодою з King Features Syndicate, серіал був створений компанією Reunion Pictures з Ванкувера, а як виконавчі продюсери виступили Роберт Галмі-старший і Роберт Галмі-молодший з RHI Entertainment.
10 серпня 2007 року в Сполучених Штатах відбулася прем'єра нового серіалу «Флеш Гордон» на Sci-Fi Channel
Традиційні головні персонажі другого плану Мін, Дейл Арден і доктор Ганс Зарков були кардинально змінені. Ерік Джонсон, найбільш відомий своєю попередньою роботою над «Таємницями Смолвіля» WB, зіграв головного героя Стівена «Флеша» Гордона. Джина Голден зіграла Дейл Арден, Джоді Ракікот — доктора Ганса Заркова, а Джон Ралстон зіграв головного лиходія Міна.

## Радіосеріали та аудіодрами
Починаючи з 22 квітня 1935 року стрічка була адаптована до «Дивовижних міжпланетних пригод Флеша Гордона», щотижневого радіосеріалу з 26 епізодів. Серіал дуже уважно слідував за стрічкою, становлячи щотижневу адаптацію недільної стрічки протягом більшої частини її показу.
Флеша Гордона зіграв Гейл Гордон, пізніше відомий своїми телевізійними ролями у серіалах «Наша міс Брукс», «Загрозливий Денніс», «Шоу Люсі» та «Ось Люсі» (останні дві з Люсіль Болл). До акторського складу також увійшли Моріс Франклін у ролі доктора Заркова та Бруно Вік у ролі Міна Безжального.
Радіосеріал перервав безперервність стрічки в останніх двох епізодах, коли Флеш, Дейл і Зарков повернулися на Землю. Вони здійснюють аварійну посадку в Малайзії, де зустрічають Джунгля Джима, зірку ще одного коміксів Алекса Реймонда.
Серіал закінчився 26 жовтня 1935 року одруженням Флеша та Дейла. Наступного тижня в той суботній проміжок часу почалися «Пригоди Джима в джунглях».
Через два дні, 28 жовтня, як щоденне шоу, яке виходило чотири дні на тиждень, дебютували «Подальші міжпланетні пригоди Флеша Гордона». Цей серіал відійшов далі від стрічки Реймонда, залучаючи Флеша, Дейл та Заркова до пригод в Атлантиді. Серіал вийшов в ефір 60 епізодами, які закінчилися 6 лютого 1936 року.
Через двадцять шість років після того, як він зіграв Флеша Гордона в останньому з трьох серіалів Universal (1940), Бастер Кребб знову зіграв Флеша для двох нещодавно записаних аудіодрам, випущених як платівка 1966 року, «Офіційні пригоди Флеша Гордона» (MGM/ Leo The Lion Records CH-1028).

## Сцена
1989 року за мотивами коміксу мюзикл для дітей «Флеш Гордон» написали Лі Ахлін і Гері Гордон. Прем'єра мюзиклу відбулася в 1989 році в театрі виконавських мистецтв Oak Hall у Гейнсвіллі, штат Флорида. Флеша Гордона зіграв Браяна ЛеДюка, Кім Еріх виступила в ролі Дейл Арден, Джон Пелкі в ролі Міна та Джулі Гамрік в ролі принцеси Аури.

## Комікси
Протягом багатьох років кілька видавців випускали комікси «Флеш Гордон», передруковані або оригінальні історії:
- David McKay Publications King Comics #1 — 155 (1936—1949) [перевидання стрічки]
- Four Color Comics Dell Comics #10, 84, 173, 190, 204, 247, 424, 512; Флеш Гордон № 2 (1945—1953) [перші 2 перевидання смуг]
- Harvey Comics #1 — 5 (1950) [перевидання стрічки]
- Gold Key Comics #1 (1965) [репринт FC #173]
- King Comics #1 — 11 (1966—1967) (також у Phantom #18 — 20)
- Charlton Comics #12 — 18 (1969—1970)
- Gold Key Comics #19 — 27 (1978—1979); під їхніми «Whitman Comics» № 28 — 37 (1980—1982)

Кілька випусків серії King Comics були намальовані Елом Вільямсоном, який отримав премію Національного товариства карикатуристів 1966 року за найкращий комікс за свою роботу над серією. Пізніше Вільямсон сказав: «Я віддавав данину поваги Алексу [Реймонду], розумієте. Я намагався ставитися до його творіння з повагою та гідністю і намагався зробити це якнайкраще. Я вважаю, що інші художники, які малювали Флеша Гордона, просто не відчувають цього коміксу, розумієте. Флеш — благородний хлопець, і приємно мати такого героя». У 1970-х роках King також випустив коміксну версію як частину своєї бібліотеки коміксів.
Вільямсон створив ілюстрації для екранізації фільму «Флеш Ґордон» Діно Де Лаурентіса, написаного Брюсом Джонсом, видавництвом Western Publishing. Вона була випущена видавництвом Western Publishing у твердій та м'якій обкладинці одночасно з виходом фільму, а також була опублікована у трьох випусках коміксу Вітмена «Флеш Ґордон», #31-33, березень-травень 1981 року.
1988 року Ден Юргенс написав модернізовану версію коміксу як міні-серіал DC Comics з дев'яти випусків. У ньому Флеш представлений у ролі втраченого баскетболіста, який знаходить нову мету в житті на Монго, Дейл у ролі авантюрної репортерки, яка така ж здібна, як і Флеш, і сірошкірий Мін, який не є азійським стереотипом. Серія тривала протягом запланованих дев'яти випусків і залишилася з відкритим закінченням. Хоча в цій серії Монго не є загрозою для Землі, Мін мав усі наміри підкорити Землю, як тільки він змусив доктора Заркова спроектувати необхідні кораблі.
1995 року видавництво Marvel Comics опублікувало нову серію з двох випусків, написану Марком Шульцем з малюнком Ела Вільямсона, у стилі флеш коміксів, створених Вільямсоном для Кінга та інших.
У серпні 2008 року компанією Ardden Entertainment була випущена нова серія коміксів, але з непослідовними датами випуску наступних випусків. Серія була написана Бренданом Деніном і Полом Гріном і дебютував 2008 року з першою аркою під назвою «Війни милосердя». Початкова історія завершилася в середині 2009 року. За ними послідували подальші сюжетні лінії. Ардден також опублікував антологію Флеша Гордона під назвою «Таємна історія Монго». Друга арка Арддена про Флеша Гордона називається «Вторгнення Червоного Меча» (2010). Дві інші арки були завершені.
Перевидання всіх коміксів Ела Вільямсона про «Флеш Гордон» в чорно-білих тонах було надруковано Flesk 2009 року.
2010 року Dark Horse Comics розпочала серію архівних перевидань у твердій палітурці, починаючи з оригінальних коміксів, опублікованих Dell. Другий том охоплює комікси, опубліковані King Comics, третій охоплює комікси, опубліковані Charlton Comics, четвертий охоплює комікси, опубліковані Gold Key, а п'ятий охоплює комікси, опубліковані Whitman.
2011 року Dynamite Entertainment розпочала нову серію під назвою «Флеш Гордон: Дух часу». Сценарій написаний Еріком Траутманом («Вампірелла», «Руда Соня»), за оповіданням і дизайном Алекса Росса («Прийдешнє Королівство», «Marvels», «Проєкт: Суперсили») та проілюстрований Деніелом Ліндро. 2012 року компанія також випустила додатковий міні-серіал «Нещадний: Повстання Міна» з історією та зображенням Скотта Бітті та Рона Адріана. Після перехресного міні-серіалу під назвою «Королівська Варта» (де, як і в «Захисниках Землі», Флеш Гордон об'єднався з Мандрагорою і Привидом; щоправда, дія відбувається у ХХІ столітті), у 2014 році Dynamite запустив новий поточний серіал «Флеш Гордон» із історією та мистецтво Джеффа Паркера та Евана «Дока» Шенера. 2015 році Dynamite послідував за цією серією ще один міні-серіал «Флеш Гордон» в рамках серії «Король: Динаміт». Цю серію написали Бен Акер і Бен Блекер, а проілюстрував Лі Фергюсон.
У липні 2023 року Mad Cave Studios оголосила, що отримала ліцензію на публікацію нових оповідань, графічних романів і перевидань.

## Журнал дивних пригод Флеша Гордона

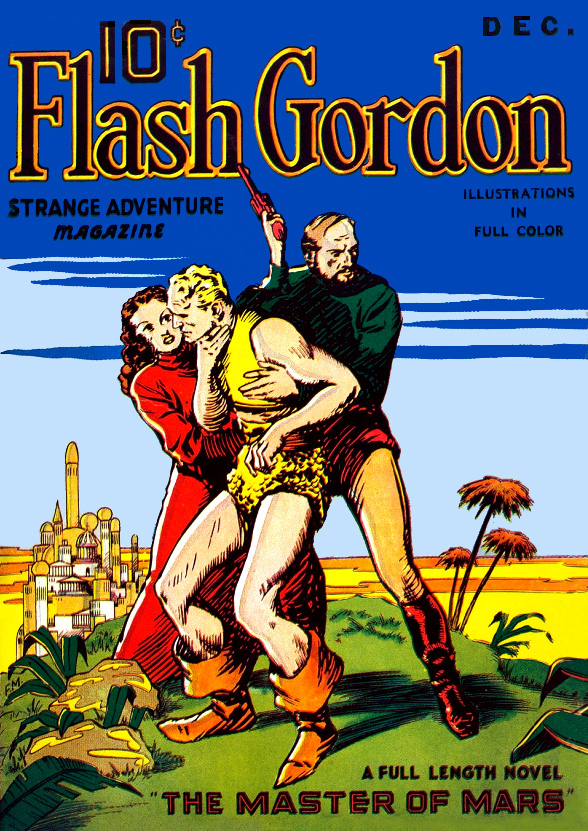
Обкладинка випуску «Дивних пригод Флеша Гордона» за грудень 1936 року.

У 1936 році Гарольд Герсі опублікував один номер журналу «Журнал дивних пригод Флеша Гордона» («Strange Adventure Magazine Flash Gordon»), в якому був опублікований роман про Флеша Гордона під назвою «Володар Марса». Її написав маловідомий автор Джеймс Едісон Нортфорд. Зшитий роман був заснований (більш-менш) на сюжетних лініях коміксів і включав кольорові ілюстрації, що нагадували роботи Алекса Реймонда. На останніх сторінках була обіцяна друга частина, «Сонячні люди Сатурна», але вона так і не була надрукована. Незважаючи на те, що серіал не набув популярності, єдиний номер «Журналу дивних пригод Флеша Гордона» став дуже затребуваним предметом для колекціонерів пульп-журналів.

## Романи

### Big Little Books
Стрічка «Флеш Гордон» була адаптована для серії Big Little Books видавництвом Whitman Publishing Company у 1934 році. Книги дуже точно стежать за розповідями та були розроблені з підписом до ілюстрації навпроти кожної сторінки тексту. Серіал виходив у 14 частинах з 1934 по 1948 рік. Книги виходили під такими назвами:
- «Флеш Гордон на планеті Монго» (1934)
- «Флеш Гордон і монстри Монго» (1935)
- «Флеш Гордон і турніри Монго» (1935)
- «Флеш Гордон і королева-відьма Монго» (1936)
- «Флеш Гордон проти імператора Монго» (1936)
- «Флеш Гордон у водному світі Монго» (1937)
- «Флеш Гордон у лісовому королівстві Монго» (1938)
- «Флеш Гордон і небезпека Монго» (1940)
- «Флеш Гордон і тиран Монго» (1941)
- «Флеш Гордон і крижаний світ Монго» (1942)
- «Флеш Гордон і мавполюди Мора» (1942)
- «Флеш Гордон і могутні люди Монго» (1943)
- «Флеш Гордон і загарбники з червоного меча» (1945)
- «Флеш Гордон у джунглях Монго» (1947)
- «Флеш Гордон і вогняна пустеля Монго» (1948)

### «Флеш Гордон у печерах Монго»(1936)
Перший роман, заснований на смузі, «Флеш Гордон у печерах Монго», був опублікований у 1936 році у видавництві Grosset & Dunlap. Вказаним автором був Алекс Реймонд, але Даг Мюррей стверджує, що роман «майже напевно був написаний літературним рабом». Як і пульп-журнал того ж року, йому не вдалося запустити серію.

### Avon Books
У 1973 році Avon Books випустила серію з шести книжок орієнтованих на дорослих романів Флеша Гордона: «Людолеви з Монго», «Чума Звуку», «Космічний цирк», «Пастка часу Міна XIII», «Королева-відьма Монго» та «Війна кібернавтів». Хоча книги приписували Алексу Реймонду, перші три були написані науково-фантастичним письменником Роном Гулартом (під псевдонімом «Кон Стеффансон»), а інші три романи були написані Брюсом Кесідеєм (перший під ім'ям «Стеффансон», а останні два під псевдонімом «Карсон Бінгем»).

### Новелізація фільму 1980 року
Новелізація фільму 1980 року була написана Артуром Байроном Кавером і опублікована в Сполучених Штатах видавництвом Jove Publications і у Великій Британії видавництвом New English Library.

### Tempo Books
У 1980 році видавництво Tempo Books випустило серію Девіда Гаґберга: «Різанина в ХХІІ столітті», «Війна Цитаделей», «Криза на Цитаделі II», «Сила Федерації», «Цитаделі під ударом» і «Цитаделі на Землі». За винятком імен героя та його партнерів по фільму Дейл Арден та доктора Ханса Заркова, ця серія мала мало спільного з будь-якою іншою версією Флеша Гордона.

## 1939 Всесвітня виставка
Ім'я «Флеш Гордон» було прикрашене на авансцені атракціону на Всесвітній виставці в Нью-Йорку 1939 року. У статті в Popular Science (березень 1939 р.) описано, як 150 людей можуть взяти участь у атракціоні, який нагадує ракетний корабель з кіноекраном і вібруючими сидіннями для імітації подорожі на іншу планету. Атракціон розташовувався «на протилежному кінці зони розваг від парашутної вишки». Учасники ярмарку прогулялися симуляцією Венери як планети в джунглях, населеної механічними динозаврами, щоб потрапити в «марсіанську штаб-квартиру», де «марсіани в дивних костюмах і механічно анімовані моделі гігантських звірів розігрують епізоди з пригод Флеша Гордона». Марсіани атракціону не були схожі на марсіан з серіалу 1938 року, так само як і ракетний корабель.

## Перевидання
Роботи Реймонда, зокрема його недільні стрічки, протягом багатьох років багато разів перевидавалися різними видавцями.
Деякі щоденні газети Austin Briggs були передруковані Kitchen Sink Press. 1967 року видання King Comics від «Флеша Гордона» передрукувало одне оповідання Алекса Реймонда та два оповідання Мака Рабоя. Mac Raboy Sundays був передрукований Dark Horse Comics у чорно-білому варіанті, тоді як Kitchen Sink почав збирати щоденні стрічки Дена Баррі та Остіна Бріггса. Щоденні газети Дена Беррі ніколи не передруковувалися повністю, але оповідання Баррі, написані відомим письменником Гаррі Гаррісоном, були передруковані в журналі Comics Revue, який видає Manuscript Press. Видавництво Tempo Books опублікувало шість масових книжок у м'якій обкладинці, у яких передруковано стрічки Дена Беррі 1970-х і 1980-х років. Дві історії з щоденних газет Дена Баррі, D2-133 «Baldur Battles Skorpi» (24 лютого по 10 травня 1986) і D2-134 «The Bear» (12 травня по 21 серпня 1986), були передруковані в довгастому форматі, Видання 6,5 на 10,5 у м'якій палітурці з двома смугами на сторінку, видане Budget Books PTY, Мельбурн, Австралія, 1987 р. під назвою «Нові пригоди Флеша Гордона», ISBN 0-86801-795-7. У 2009 році було випущено перевидання всіх коміксів Ела Вільямсона «Флеш Гордон» та інших коміксів.
- «Флеш Гордон на планеті Монго» (1934–35), Nostalgia
- «Флеш Гордон у водному світі» (1935–37), Nostalgia
- «Флеш Гордон тікає до Арборії» (1937–39), Nostalgia
- «Флеш Гордон проти застиглих жахів» (1939–40), Nostalgia
- «Флеш Гордон приєднується до людей сили» (1940–41), Nostalgia
- «Флеш Гордон: Нове королівство» (1939) Pacific Comics Club/Club Anni Trenta, 1977 (обмежене видання для колекціонерів)
- «Флеш Гордон: Кінець Міна» (1940) Pacific Comics Club/Club Anni Trenta, 1977 (обмежене видання для колекціонерів)
- «Флеш Гордон: Повернення на Землю» (1941) Pacific Comics Club/Club Anni Trenta, 1977 (обмежене видання для колекціонерів)
- «Флеш Гордон: Нова війна» (1941) Pacific Comics Club/Club Anni Trenta, 1977 (обмежене видання для колекціонерів)
- «Флеш Гордон: Узурпатор» (1942) Pacific Comics Club/Club Anni Trenta, 1977 (обмежене видання для колекціонерів)
- «Флеш Гордон: Гундар, тропічний яструб» (1942–43) Pacific Comics Club/Club Anni Trenta, 1977 (обмежене видання для колекціонерів)
- «Флеш Гордон: Кінець Брейзора» (1944). Pacific Comics Club/Club Anni Trenta, 1977 (обмежене видання для колекціонерів)
- «Монго, планета приреченості» (1934-35), Kitchen Sink Press ISBN 0-87816-114-7
- «Троє проти Міна» (1935-37), Kitchen Sink Press ISBN 0-87816-120-1
- «Припливи битви» (1937-39), Kitchen Sink Press ISBN 0-87816-162-7
- «Падіння Міна» (1939-41), Kitchen Sink Press ISBN 0-87816-168-6
- «Між двома війнами» (1941-43), Kitchen Sink Press ISBN 0-87816-177-5
- «Тріумф у Тропіці» (1943-44), Kitchen Sink Press ISBN 0-87816-199-6
- «Флеш Гордон, живий чи мертвий!»: Daily Strips 5/27/40 to 8/26/40 by Austin Briggs. Pacific Comics Club, 1981(обмежене видання для колекціонерів)
- «Полонений Мін»: Daily Strips 8/27/40 to 11/13/40 / by Austin Briggs. Pacific Comics Club, 1981 (обмежене видання для колекціонерів)
- «Політ до Фріланду»: Daily Strips 11/14/40 to 2/28/41 / by Austin Briggs. Pacific Comics Club, 1981 (обмежене видання для колекціонерів)
- «Адора лісових людей»: Daily Strips 3/1/41 to 8/23/41 by Austin Briggs. Pacific Comics Club, 1981 (обмежене видання для колекціонерів)
- «Флеш Ґордон: Щоденники Остіна Бріґґса 1940—1942» Volume 1, Kitchen Sink Press ISBN 0-87816-172-4 (колонка від 1940)
- «Флеш Ґордон: Щоденники Остіна Бріґґса 1940—1942» Volume 2, Kitchen Sink Press ISBN 0-87816-187-2 (колонка від 1941)
- «Флеш Ґордон» The Complete Daily Strips 1951—1953, Kitchen Sink Press ISBN 0-87816-035-3
- «Флеш Ґордон - Зірка над Атлантидою», Dan Barry, Manuscript Press, 2007, ISBN 0-936414-16-2, ISBN 978-0-936414-16-4, dailies 1953—1954.
- «Флеш Гордон»: Volume 1 (1934–35), Checker Book Publishing Group ISBN 0-9741664-3-X
- «Флеш Гордон»: Volume 2 (1935–36), Checker Book Publishing Group ISBN 0-9741664-6-4
- «Флеш Гордон»: Volume 3 (1936–37), Checker Book Publishing Group ISBN 1-933160-25-X
- «Флеш Гордон»: Volume 4 (1938–40), Checker Book Publishing Group ISBN 1-933160-26-8
- «Флеш Гордон»: Volume 5 (1940–41), Checker Book Publishing Group ISBN 1-933160-27-6
- «Флеш Гордон»: Volume 6 (1941–43), Checker Book Publishing Group ISBN 1-933160-28-4
- «Флеш Гордон»: Volume 7 (1943–45), Checker Book Publishing Group ISBN 1-933160-20-9
- «Флеш Гордон Мака Рабоя», Volume 1, Dark Horse Comics ISBN 1-56971-882-2 (Sundays, 1948—1953 S32-S45)
- «Флеш Гордон Мака Рабоя», Volume 2, Dark Horse Comics (Sundays, 1953—1958 S45-S68)
- «Флеш Гордон Мака Рабоя», Volume 3, Dark Horse Comics ISBN 1-56971-978-0 (Sundays, 1958—1962)
- «Флеш Гордон Мака Рабоя», Volume 4, Dark Horse Comics (Sundays, 1962—1967)
- «Дивовижні пригоди Флеша Гордона», Volume 1, Tempo Books ISBN 0-448-17349-2 (S132/D2-097 — S135)
- «Дивовижні пригоди Флеша Гордона», Volume 2, Tempo Books ISBN 0-448-17348-4 (D2-081, D2-082)
- «Дивовижні пригоди Флеша Гордона», Volume 3, Tempo Books ISBN 0-448-17347-6 (S114-S118)
- «Дивовижні пригоди Флеша Гордона», Volume 4, Tempo Books ISBN 0-448-17155-4 (D2-105, D2-107)
- «Дивовижні пригоди Флеша Гордона», Volume 5, Tempo Books ISBN 0-448-17208-9 (D2-098)
- «Дивовижні пригоди Флеша Гордона», Volume 6, Tempo Books ISBN 0-448-17245-3 (D2-102, D2-109)
- Ел Вільямсон «Флеш Ґордон: Бачення героїчного протягом усього життя», Flesk ISBN 1-933865-13-X
- «Флеш Гордон: На планеті Монго: Повна бібліотека Флеша Ґордона 1934-37», Алекс Реймонд, Titan Books ISBN 0-85768-154-0
- «Флеш Гордон: Тиран Монго: Повна бібліотека Флеша Гордона 1937-41», Алекс Реймонд, Titan Books ISBN 0-85768-379-9
- «Флеш Гордон: Падіння Міна: Повна бібліотека Флеша Гордона 1941-44», Алекс Реймонд, Titan Books ISBN 0-85768-688-7
- «Флеш Гордон: Королева бурі у Валкірі: Повна бібліотека Флеша Ґордона 1944-48», Остін Бріґґс, Titan Books ISBN 1-78276-286-8
- «Щоденники Флеша Гордона: Місто з льоду: Повна бібліотека Флеша Гордона 1951-1953», Ден Баррі, Titan Books ISBN 1-78276-683-9
- «Щоденники Флеша Гордона: Втрачений континент: Повна бібліотека Флеша Гордона» 1953-1956, Ден Баррі, Titan Books ISBN 978-1782766841
- «Недільний Флеш Гордон: Планета смерті: Повна бібліотека Флеша Ґордона 1967-1971», Ден Баррі, Titan Books ISBN 978-1785861369
- «Щоденники Флеша Гордона: Радієві шахти Електри: Повна бібліотека Флеша Гордона 1940-42», Остін Бріґґс, Titan Books ISBN 978-1785861376
- «Остаточний Флеш Гордон і Джунглі Джим» Volume 1: 1934—1936, IDW Publishing ISBN 1-61377-015-4
- «Остаточний Флеш Гордон і Джунглі Джим» Volume 2: 1936—1939, IDW Publishing ISBN 1-61377-220-3
- «Остаточний Флеш Гордон і Джунглі Джим» Volume 3: 1939—1941, IDW Publishing ISBN 1-61377-580-6
- «Остаточний Флеш Гордон і Джунглі Джим» Volume 4: 1942—1944, IDW Publishing ISBN 1-61377-917-8
- «Флеш Гордон: Класична колекція» Vol. 1, Mad Cave Studios ISBN 978-1545813201
- «Флеш Гордон: Класична колекція» Vol. 2, Mad Cave Studios ISBN 978-1545812044

## Ігри
- Рольова гра Flash Gordon &amp; the Warriors of Mongo була випущена Fantasy Games Unlimited у 1977 році.
- Рольова гра Savage World of Flash Gordon, написана Скоттом Аланом Вудардом, була випущена Pinnacle Entertainment Group у 2018 році.
- Флеш Гордон (пінбол)

## DVDвипуски
Флеш Гордон був випущений на DVD під різними назвами, як у відредагованих, так і в невідредагованих версіях. «Завойовує Всесвіт» і телевізійні серіали 1950-х років не бракує DVD-випусків, що є суспільним надбанням.

### Кіносеріали (1936—1940)

#### «Флеш Гордон»(1936)
- «Флеш Гордон: Космічні солдати» (245 хвилин)
- «Флеш Гордон: Космічний корабель у невідоме». Hearst Entertainment, Inc., 2002. (відредаговано до 98 хвилин)

#### «Подорож Флеша Гордона на Марс»(1938)
- «Флеш Гордон подорожує на Марс» (2 диски) (299 хвилин)
- «Флеш Гордон: Смертельний рай Марте». Hearst Entertainment, Inc., 2002. (97 хвилин)

#### «Флеш Гордон завойовує Всесвіт»(1940)
- «Флеш Гордон підкорює Всесвіт» (234 хвилини)
- «Флеш Гордон: Небезпека з планети Монго». Hearst Entertainment, Inc., 2002. (відредаговано до 91 хвилини)

### «Флеш Гордон»(1954–55)
- «Флеш Гордон» (3 томи). Alpha Home Entertainment (наразі випущено лише 13 епізодів).

### «Нові пригоди Флеша Гордона»(1979)
США — BCI Eclipse
- «Нові пригоди Флеша Гордона: повна серія» (4 — диски). 600 хвилин

Велика Британія — Hollywood DVD LTD
- «Пригоди Флеша Гордона — Загиблі в Тропіці»
- «Пригоди Флеша Гордона — Блакитна магія»

### «Флеш Гордон»(1980)
6 травня 1998 року Image Entertainment випустила фільм 1980 року на DVD у Північній Америці для територій DVD Region 1 за контрактом з Universal, але він швидко розійшовся.
Пізніше Momentum Pictures випустила його у Великій Британії для територій DVD Region 2 10 жовтня 2005 року. Це видання фільму, «Silver Anniversary Edition», містить анаморфну широкоекранну передачу зі співвідношенням сторін 2,4:1, аудіо Dolby Digital і DTS 5.1, оригінальний театральний трейлер Queen, аудіокоментар режисера Майка Годжеса, другий аудіокоментар від актора Брайана Блесда, інтерв'ю з Майком Годжесом, слайд-шоу з фотографіями та оригінальний серіал 1940-х років, перший епізод «Флеш Гордон завойовує Всесвіт» .
Universal випустила фільм 7 серпня 2007 року в Північній Америці та на територіях Регіону 1 ще раз. Новий диск під назвою «Savior of the Universe Edition» містить анаморфну широкоформатну трансляцію 2,35:1 і англійську доріжку Dolby Digital 5.1 Surround. Додатково включає повнометражний фільм «Алекс Росс про Флеша Гордона», у якому всесвітньо відомий художник коміксів Алекс Росс розповідає про фільм і те, як він надихнув його в його житті та роботі, повнометражний фільм «Пишемо класику» зі сценаристом Лоренцо Семпл-молодшим і епізод серіалу Флеша Гордона 1936 року (перший розділ «Планети небезпеки»).

### «Захисники Землі»
США — BCI Eclipse LLC
- «Захисники Землі — Повна серія», Т. 1 (5 дисків), 33 серії
- «Захисники Землі — Повна серія», Т. 2 (5 дисків), 32 серії (весна 2007)

Велика Британія — Hollywood DVD LTD
- «Захисники Землі — Історія починається»

Великобританія — Delta Music PLC
- «Фільм Захисники Землі» (3 диска)
- «Захисники Землі» том 1
- «Захисники землі» том 2
- «Захисники землі» том 3
- «Захисники Землі — Принц Кро-Тан»
- «Захисники Землі — Намисто Ороса»
- «Захисники Землі — Книга таємниць»

Велиа Британія — Fabulous Films Ltd.
- «Захисники Землі — повна серія»

### «Флеш Гордон»(1996)
21 вересня 2004 року Lionsgate випустив три 4-епізодні DVD-диски «Флеш Гордон» (1996) і «Фантом 2040».
- «Флеш Гордон: Загублені на Монго» — анімаційний фільм (97 хвилин)

## Пародії
«Флеш Гордон» (1974) — американська еротична науково-фантастична пригодницька комедія. Це еротична пародія на серіали Universal Pictures «Флеш Гордон» 1930-х років. Сценарій написав Майкл Бенвеніст, який також став режисером фільму разом з Говардом Зімом. Актори включають Джейсона Вільямса, Сюзанну Філдс і Вільяма Денніса Ганта. Фільм мав рейтинг MPAA X, але також був перемонтований для зниження рейтингу R. Його оригінальна тривалість становить 78 хвилин, а випуск «колекційного видання» без рейтингу триває 90 хвилин.
Кілька епізодів додаткового серіалу «Зоряний шлях: Вояджер» містили програму з холодної палуби під назвою «Пригоди капітана Протона», яка містить багато елементів, взятих прямо з серіалів Флеша Гордона 1930-х років.
У комедійному фільмі «Різдвяна історія» (1983) була видалена сцена з Ральфі та його пістолетом Red Ryder BB, який рятував Флеша (роль якого зіграв Пол Габбард) від Міна (которого зіграв Колін Фокс). Жоден запис з місця події не зберігся.
У комедійному фільмі «Тед» (2012) Сем Джонс з'являється в ролі самого себе і Флеша Гордона. Джонс повторив свою роль у сиквелі «Тед 2» (2015).